# Büttelei Reitweiler
Die Büttelei Reitweiler war im Mittelalter und in der frühen Neuzeit ein historischer Verwaltungsbezirk im unteren Elsass.

## Umfang
Zur Büttelei Reitweiler gehörten die Dörfer Dürningen, Gimbrett, Kleinatzenheim (heute: Wüstung) und Reitweiler. Die Büttelei Reitweiler stellte damit eine Untergliederung des Amtes Buchsweiler der Herrschaft Lichtenberg und in deren Nachfolge der Grafschaft Hanau-Lichtenberg sowie der Landgrafschaft Hessen-Darmstadt dar.